# Seixo Amarelo
Seixo Amarelo est une commune de la municipalité de Guarda dans le District du même nom au Portugal. Village typique de la Beira Interior, sis, à quelque 800 m d'altitude, sur un des contreforts de la Serra da Estrela. Elle est peuplée d'une centaine d'habitants vivant essentiellement d'activités agricoles.
Autrefois, la culture de la châtaigne, et de l'olivier faisait sa principale richesse.
Aujourd'hui, rien ne subsiste de la première culture tandis que la seconde se poursuit tant bien que mal. La première mention historique de Seixo Amarelo remonte au XIVe siècle, cependant des éléments archéologiques (voie romaine, tombes anthropomorphiques) permettent d'établir l'existence d'un habitat plus ancien.
Elle possède une église et une chapelle baroques, ainsi qu'une autre certainement plus ancienne. Au titre du patrimoine artistique, il faut mentionné trois images religieuses baroques et surtout le plafond de l'église : décor rocaille à la détrempe sur du bois de châtaignier.
Enfin, ce village possède un panorama sur la vallée et sur Belmonte assez remarquable.